# 牙周病學
牙周病學是研究探討牙齒支持組織(包括牙齦Gingiva、牙周韌帶Periodontal ligament、齒槽骨Alveolar bone、牙骨質Cementum) 的病理變化及臨床症狀。

## 相關連結
- American Academy of Periodontology （页面存档备份，存于）
- 香港的牙周治療科牙醫列表